# 奥里塞罗·内里斯·罗德里格斯
奥里塞罗·内里斯·罗德里格斯	（Auricélio Neres Rodrigues，1976年8月28日—），巴西职业足球运动员，长年在中国联赛效力。
2001年，罗德里格斯首次来到中国，在甲B联赛中效力于江苏舜天表现出色，因其出色的身体素质被球迷爱称为“大巴”。2002年，去年带领上海中远从甲B联赛冲超成功的主帅徐根宝入主上海申花，签入罗德里格斯，不过他只在球队效力了一个多月就被放弃，转借回江苏。
罗德里格斯在2003年来到深圳科健踢球，再度赢得中甲银靴。2004赛季中途，科健队拖欠“大巴”10多万美元的工资奖金，他在联赛过半时拒绝上场，并且愤然向中国足协发传真，要求科健队限期解决欠薪。2005年初，科健队宣告解散，“大巴”继续在中国足坛“流浪”。他在2006赛季曾经效力于中甲的山西路虎队，在缺乏中场支持的情况下仍然打入8个进球。
2007年，罗德里格斯帮助成都谢菲联冲入了中超联赛，于2008年第一次出现在了中国顶级联赛的赛场上。
2010年2月20日，罗德里格斯加盟中甲球队湖北绿茵。